# Орловацьке озеро
Орловацьке озеро (серб. Орловачко језеро, босн. Orlovačko jezero) — природне озеро у Республіці Сербській (Боснія і Герцеговина). Розташоване на горі Зеленгора на висоті 1438 м. Довжина озера 350 м, ширина близько 100 м, середня глибина близько 5 м. Озеро є частиною національного парку Сутьєска.

## Екосистема
В озері мешкають пструг струмковий, палія арктична, зустрічається пструг райдужний.

## Галерея

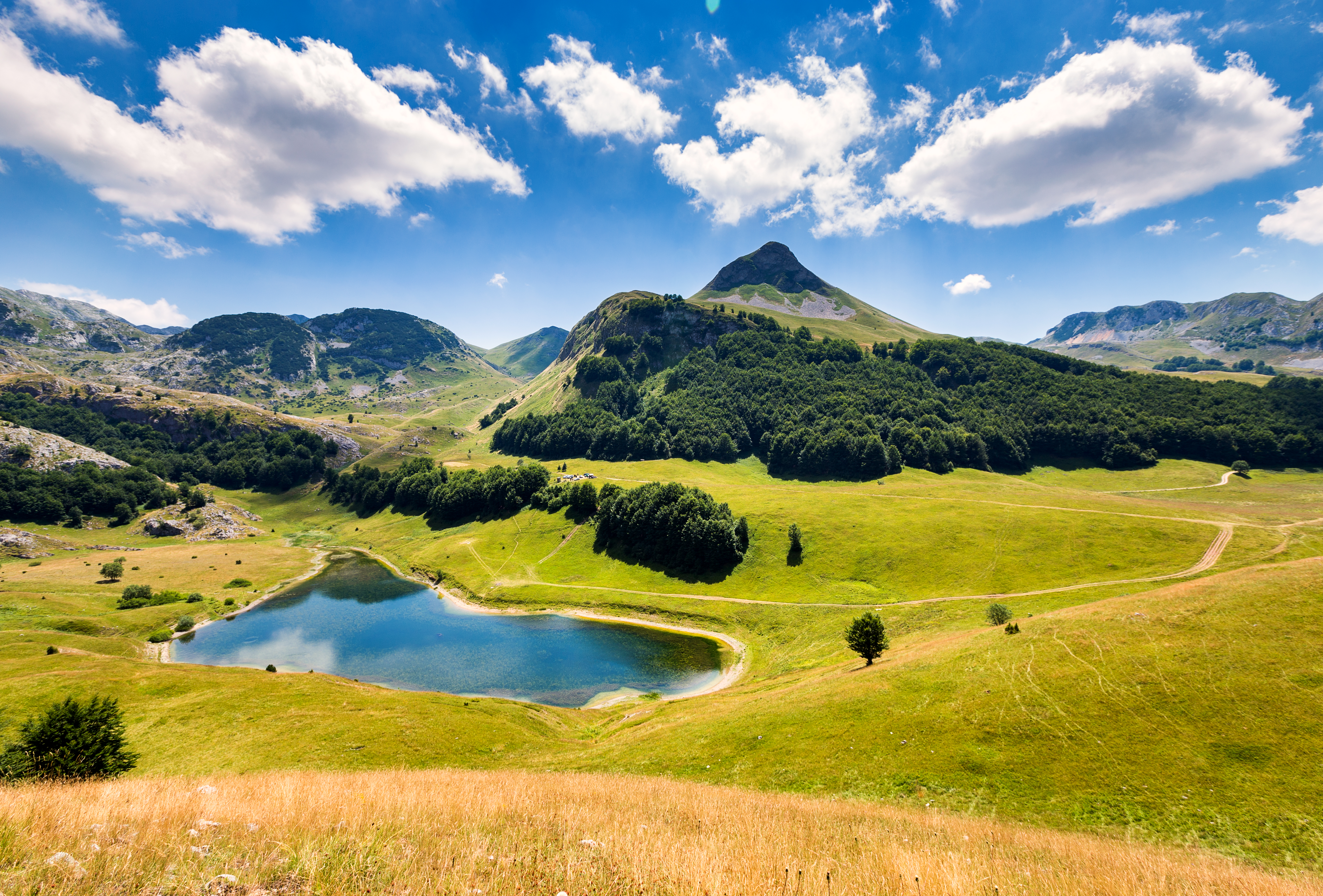
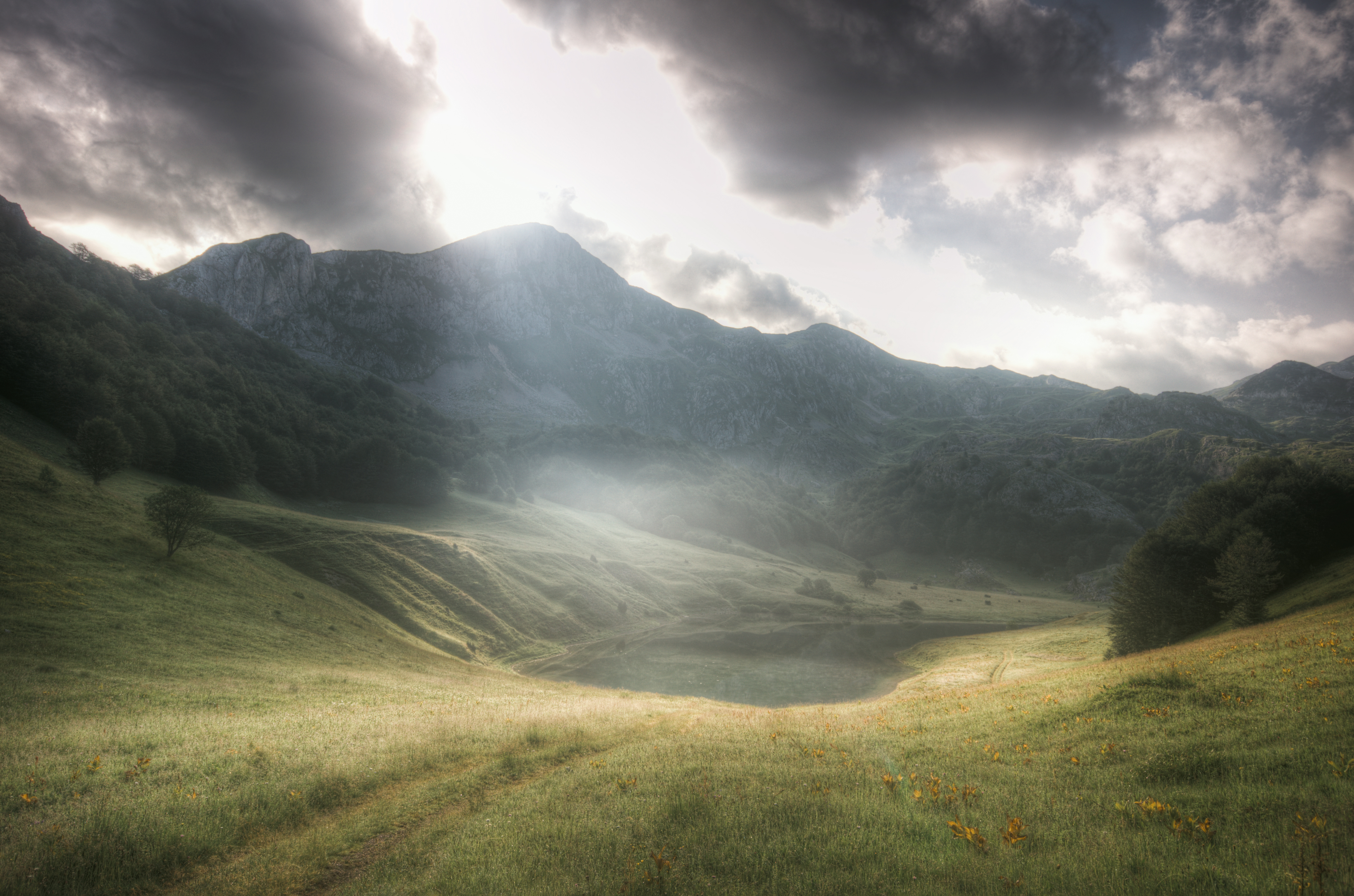
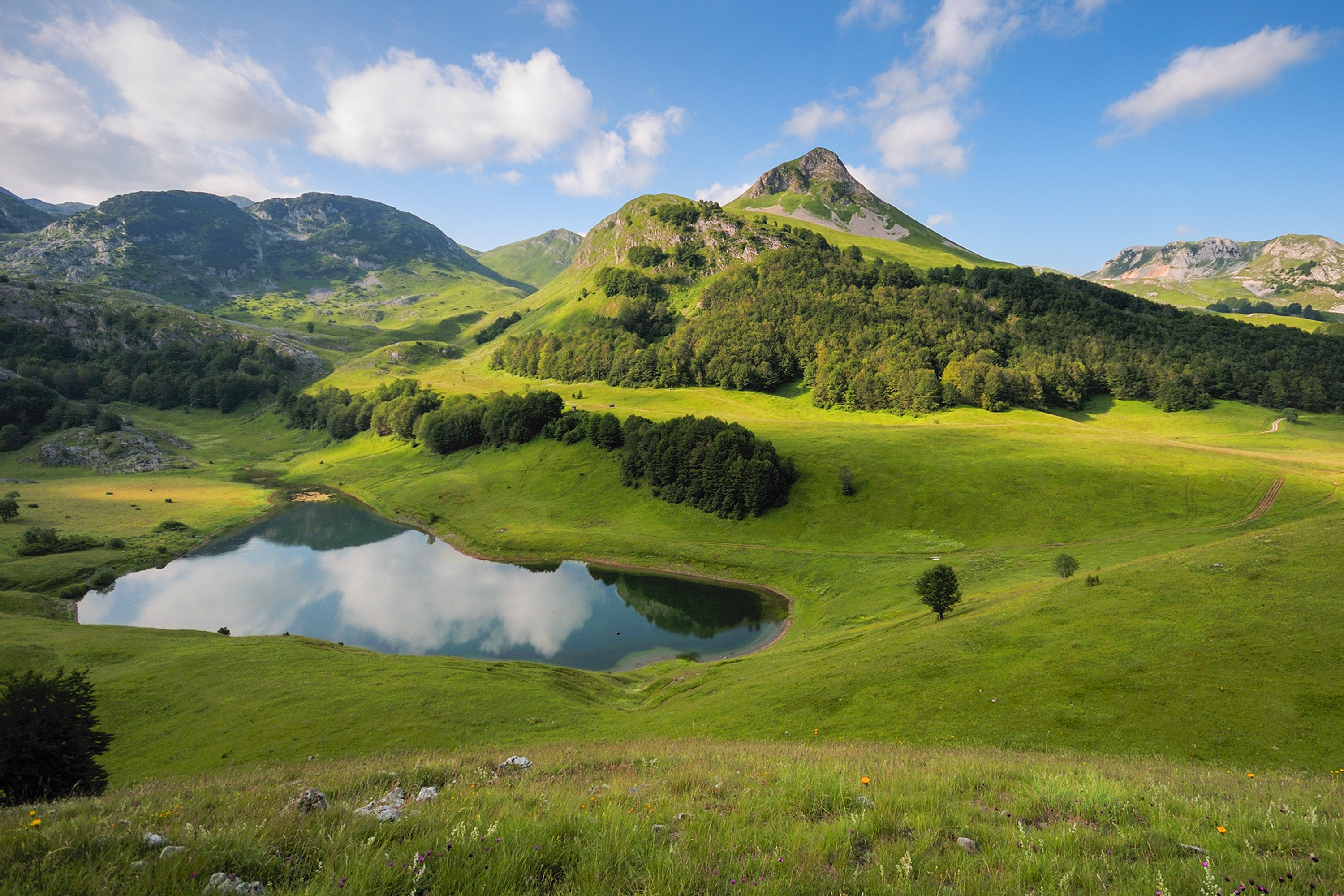
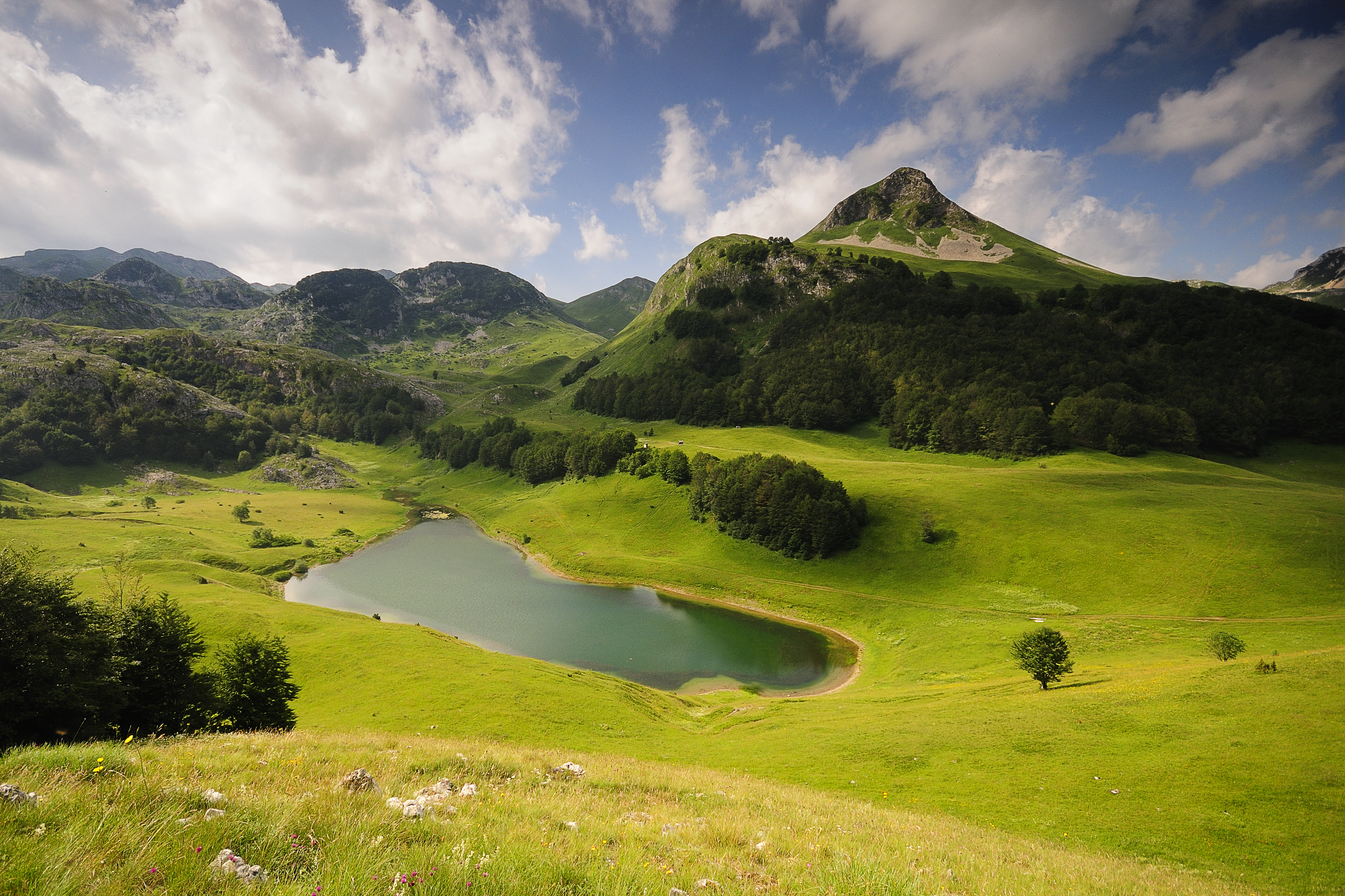